# 立陶宛獨立法案簽署者名單

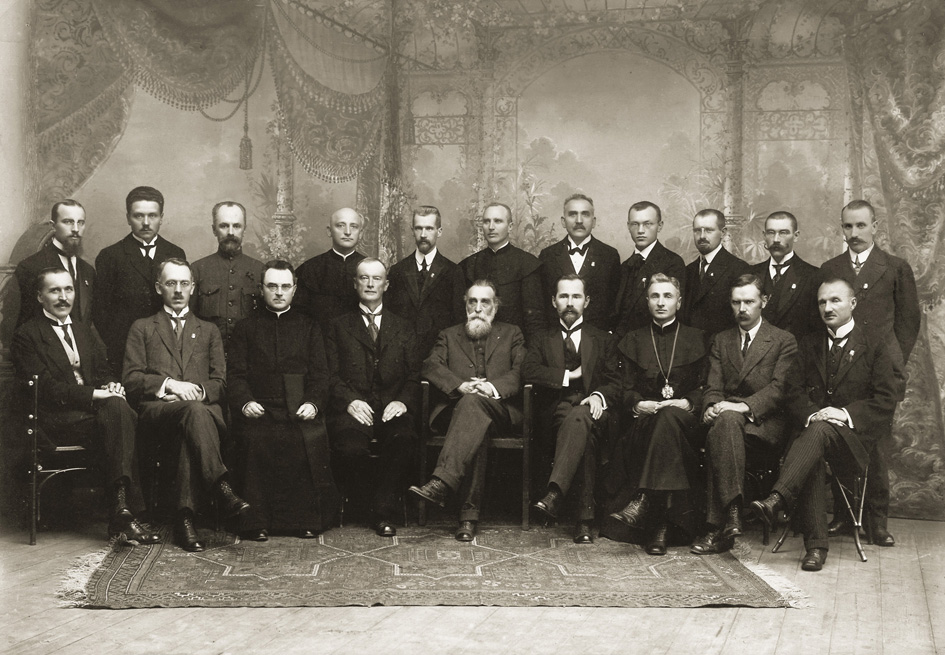
簽署立陶宛獨立法案的二十人

立陶宛獨立法案簽署者名單列出了1918年2月16日簽署立陶宛獨立法案的二十位立陶宛人。這些簽署者於1917年9月經維爾紐斯會議選入立陶宛國民大會，並被賦予了建立獨立的立陶宛國的任務。1918年底，德國於第一次世界大战戰敗並自立陶宛撤軍後，立陶宛正式宣佈獨立。其後，立陶宛展開了漫長的建國路程，確立其邊界並獲得國際承認。這二十名簽署者成功完成了他們的使命，立陶宛的獨立則持續至1940年6月15日苏联佔領該國為止。
這些簽署者的政治、職業與社會背景各不相同。有些人日後在政界嶄露頭角，比如日後當選立陶宛總統的安塔纳斯·斯梅托纳和亞歷山德拉斯·斯圖爾金斯基斯，以及成為立陶宛臨時首都考那斯市長的約納斯·維雷希斯。立陶宛在第二次世界大战後失去其獨立地位，倖存的簽署者當中有六人遭立陶宛苏维埃社会主义共和国政府送入監獄或處決，另有六人移民至西方國家。

## 簽署者名單
| 照片 | 姓名                                 | 所屬政黨                 | 職業     | 出生日期與地點                                     | 逝世日期與地點                                 |
| ---- | ------------------------------------ | ------------------------ | -------- | -------------------------------------------------- | ---------------------------------------------- |
|      | 薩利亞莫納斯·巴納提斯 發音ⓘ          | 立陶宛基督教民主黨       | 出版商   | 1866年7月15日，沙基艾區                            | 1933年5月4日，立陶宛考那斯                     |
|      | 約納斯·巴薩納維丘斯 發音ⓘ            | 無黨籍                   | 醫師     | 1851年10月23日，俄屬波蘭奧古斯圖夫省（今屬立陶宛） | 1927年2月16日，波蘭维尔纽斯（今屬立陶宛）      |
|      | 米科拉斯·比爾日什卡 發音ⓘ            | 社會民主黨               | 律師     | 1882年8月24日，韋克什尼艾                          | 1962年8月24日，美国洛杉矶                      |
|      | 卡齊米拉斯·比藻斯卡斯 發音ⓘ          | 立陶宛基督教民主黨       | 律師     | 1893年2月15日，拉脫維亞帕維洛斯塔                  | 1941年6月26日，白俄罗斯明斯克附近              |
|      | 普拉納斯·多維代蒂斯 發音ⓘ            | 立陶宛基督教民主黨       | 律師     | 1886年12月2日，馬里揚泊列區                        | 1942年10月4日，俄罗斯葉卡捷琳堡獄中            |
|      | 斯蒂芬納斯·凱瑞斯 發音ⓘ              | 社會民主黨               | 工程師   | 1879年1月3日，烏克梅爾蓋區                         | 1964年12月16日，美國紐約市                     |
|      | 佩特拉斯·克利馬斯 發音ⓘ              | 無黨籍                   | 歷史學家 | 1891年2月23日，馬里揚泊列區                        | 1969年1月16日，立陶宛考那斯                    |
|      | 多納塔斯·馬利諾斯卡斯 發音ⓘ          | 無黨籍                   | 農學家   | 1869年3月7日，拉脫維亞克拉斯拉瓦                   | 1941年10月30日，俄罗斯比斯克附近的大規模驅逐營 |
|      | 弗拉達斯·米羅納斯 發音ⓘ              | 立陶宛民族主義聯盟       | 神父     | 1880年6月22日，羅基什基斯區                        | 1953年2月17日，俄罗斯弗拉基米尔監獄            |
|      | 斯坦尼斯瓦夫·納魯托維奇              | 無黨籍                   | 律師     | 1862年9月2日，特爾希艾區                           | 1932年12月31日，立陶宛考那斯                   |
|      | 阿方薩斯·佩特魯利斯 發音ⓘ            | 民族進步黨               | 神父     | 1873年8月4日，比爾扎伊區                           | 1928年6月28日，立陶宛穆斯寧凱                  |
|      | 安塔纳斯·斯梅托纳 發音ⓘ              | 立陶宛民族主義聯盟       | 律師     | 1874年8月10日，烏克梅爾蓋區                        | 1944年1月9日，美國克利夫兰                     |
|      | 約納斯·斯米爾蓋維丘斯 發音ⓘ          | 無黨籍                   | 經濟學家 | 1870年2月12日，特爾希艾區                          | 1942年9月27日，立陶宛考那斯                    |
|      | 尤斯蒂納斯·斯托蓋蒂斯 發音ⓘ          | 立陶宛基督教民主黨       | 神父     | 1866年10月14日，沙基艾區                           | 1943年7月8日，立陶宛特爾希艾                   |
|      | 亞歷山德拉斯·斯圖爾金斯基斯 發音ⓘ    | 立陶宛基督教民主黨       | 農學家   | 1885年2月26日，拉塞尼艾區                          | 1969年9月22日，立陶宛考那斯                    |
|      | 尤爾吉斯·索利斯 發音ⓘ                | 無黨籍                   | 金融家   | 1879年5月5日，陶拉格區                             | 1948年10月18日，瑞士盧加諾                     |
|      | 卡濟米埃拉斯·斯特波納斯·索利斯 發音ⓘ | 立陶宛基督教民主黨       | 神父     | 1872年1月28日，陶拉格區                            | 1964年5月9日，瑞士盧加諾                       |
|      | 約古巴斯·塞納斯 發音ⓘ                | 無黨籍                   | 律師     | 1888年6月14日，比爾扎伊區                          | 1926年7月31日，立陶宛考那斯                    |
|      | 約納斯·瓦伊洛凱蒂斯 發音ⓘ            | 立陶宛基督教民主黨       | 金融家   | 1886年6月25日，沙基艾區                            | 1944年12月16日，德國布兰肯堡                   |
|      | 約納斯·維雷希斯 發音ⓘ                | 立陶宛人民社會主義民主黨 | 律師     | 1872年1月3日，比爾扎伊區                           | 1942年6月1日，立陶宛考那斯                     |

## 簽署者背景

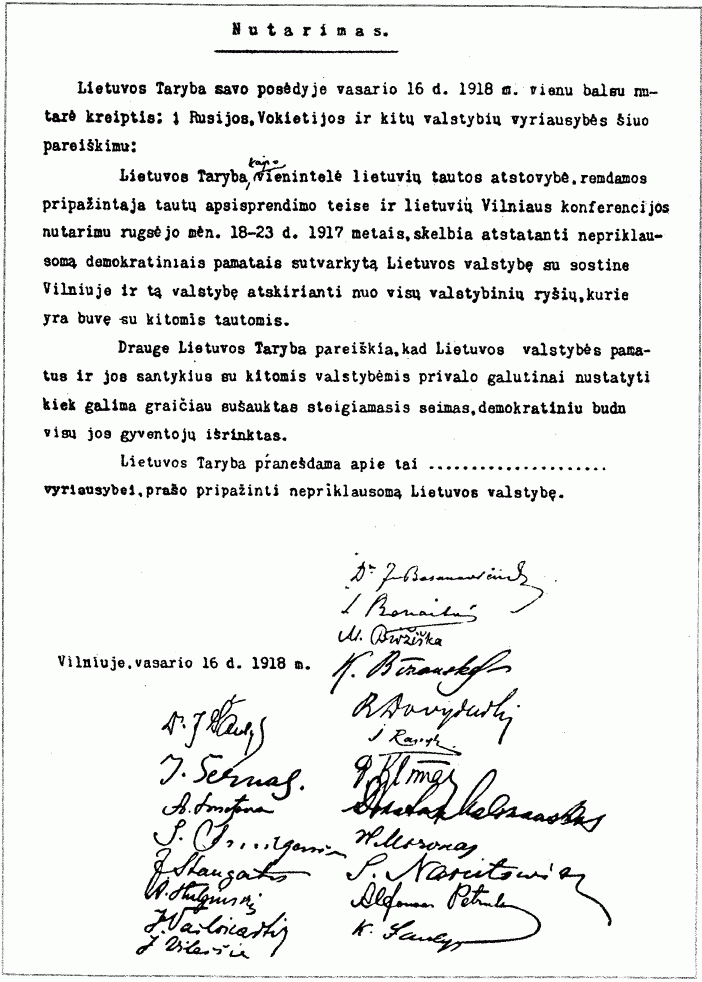
二月十六日法案的複印本

這二十名簽署者來自不同的社會背景。其中有四人（多納塔斯·馬利諾斯卡斯、斯坦尼斯瓦夫·納魯托維奇、約納斯·斯米爾蓋維丘斯、米科拉斯·比爾齊斯卡）來自立陶宛的貴族家庭。其餘的十六人則是農民的子弟。簽署者中最年長的是約納斯·巴薩納維丘斯（時年67歲），而最年幼的則是卡齊米拉斯·比考斯卡斯（時年25歲）。其餘的十八名簽署者當中，有三人時年50餘歲、六人40餘歲、八人30餘歲、一人20餘歲。除了薩利亞莫納斯·巴納提斯之外，其餘的所有簽署者均已完成高等教育。1926年，巴納提斯進入考那斯大學就讀，但由於他在1933年逝世，其學業並沒有完成。就教育背景而言，大會由八名律師主導，另有四名神父、兩名農學家、兩名金融家、一名醫師、一名经济学家及一名工程师。由於立陶宛當時並未有設立大學（维尔纽斯大学在1863年的一月起義之後關閉了），大部分簽署者在立陶宛境外接受高等教育，其中有五位自圣彼得堡国立大学畢業、四位自莫斯科国立大学畢業、兩位自聖彼得堡國立科技學院畢業。
若以信仰分類，有十九名簽署者是羅馬天主教徒（儘管約納斯·巴薩納維丘斯並未踐行其信仰），而約古巴斯·塞納斯則是簽署者當中唯一的新教教徒。在獨立法案簽署當下，六名簽署者為無黨籍人士，七名是保守派的立陶宛基督教民主黨黨員、兩名立陶宛民族主義聯盟黨員、兩名社會民主黨黨員、一名民族進步黨黨員及一名左翼的立陶宛人民社會主義民主黨黨員。

## 簽署獨立法案之前的活動
簽署者都曾經活躍於立陶宛的獨立運動。安塔纳斯·斯梅托纳、多納塔斯·馬利諾斯卡斯以及其他一些人曾經在十九世紀末至二十世紀初參與立陶宛的秘密結社。這些秘密結社參與非法發行推廣使用拉丁字母撰寫立陶宛語的出版品（這在1866年至1904年受到俄羅斯帝國政府禁止），同時也參與對抗當局的其它俄羅斯化嘗試。安塔纳斯·斯梅托纳、斯蒂芬納斯·凱瑞斯、阿方薩斯·佩特魯利斯及米科拉斯·比爾齊斯卡因為這些活動而被中學開除。約納斯·巴薩納維丘斯（法案簽署時為立陶宛國民大會主席）曾在保加利亚行醫，並於當地推動公共卫生事業。儘管如此，他仍持續對立陶宛事務做出貢獻，並組織出版了重要的地下報紙《黎明報》，而該報於1883年創刊。巴薩納維丘斯同時也活躍於保加利亞的政治圈，並曾經作為該國民主黨的代表。許多簽署者都曾參與1905年的維爾紐斯大議會，該議會塑造了立陶宛國的政治未來。

## 簽署獨立法案之後的活動

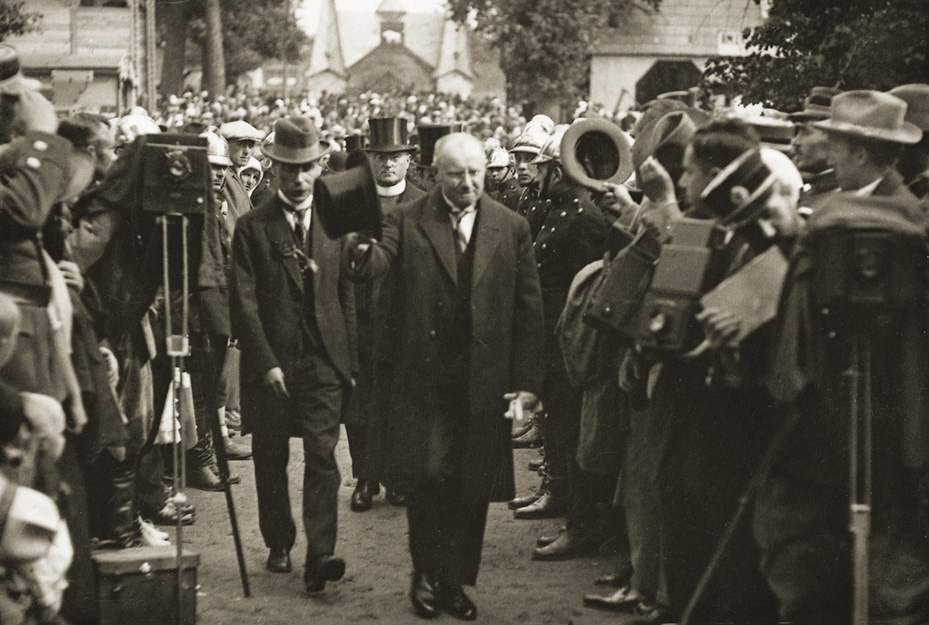
簽署人之一的亞歷山德拉斯·斯圖爾金斯基斯（中）作為立陶宛總統參觀考那斯的農業展覽會，攝於1924年

在簽署獨立法案之後，大多數的簽署人仍於獨立的立陶宛的文化與政治生活中保持活躍。約納斯·維雷希斯在立陶宛议会任職，並擔任考納斯的市長；薩利亞莫納斯·巴納提斯從事金融業，並創辦了數家銀行。安塔纳斯·斯梅托纳和亞歷山德拉斯·斯圖爾金斯基斯日後陸續成為了立陶宛總統。約納斯·巴薩納維丘斯回到了學術界，並致力於研究立陶宛的文化及民俗。五位簽署者在第二次世界大战就已經逝世；三位在納粹佔領立陶宛期間逝世。其餘的簽署人當中未有移民至西方國家者，則在二戰期間苏联佔領立陶宛後被作為政治犯逮捕。
亞歷山德拉斯·斯圖爾金斯基斯和佩特拉斯·克利馬斯被蘇聯當局送入西伯利亚的監獄，其後倖存並返回立陶宛。普拉納斯·多維代蒂斯和弗拉達斯·米羅納斯也被送到西伯利亞，但在該處逝世。卡齊米拉斯·比考斯卡斯於1941年6月26日在被送往明斯克的蘇聯監獄途中，和其他的囚犯一同被槍殺。多納塔斯·馬利諾斯卡斯與許多其他平民一起被驅逐至西伯利亞，並於1942年11月30日在該處逝世。1993年，他的遺體從西伯利亞運回，並重新安葬於立陶宛。六名倖存的簽署者移民至西方國家：尤爾吉斯·索利斯和卡濟米埃拉斯·斯特波納斯·索利斯兄弟在瑞士逝世；約納斯·瓦伊洛凱蒂斯在德國逝世；安塔纳斯·斯梅托纳、米科拉斯·比爾齊斯卡和斯蒂芬納斯·凱瑞斯在美國逝世。